# Władysław Czupryk
Władysław Jan Czupryk – polski inżynier, dr hab. nauk technicznych, profesor i kierownik Katedry Aparatury i Inżynierii Procesowej Wydziału Inżynieryjnego i Ekonomicznego Akademii Ekonomicznej im. Oskara Langego we Wrocławiu.

## Życiorys
15 listopada 1980 obronił pracę doktorską Wpływ zawartości antymonu na własności mechaniczne i tribologiczne brązów antymonowych, 13 grudnia 2000 habilitował się na podstawie pracy zatytułowanej Wpływ zjawisk wtórnych na zużywanie utleniające metali w procesie tarcia poślizgowego. Został zatrudniony na stanowisku profesora i kierownika w Katedrze Aparatury i Inżynierii Procesowej na Wydziale Inżynieryjnym i Ekonomicznym Akademii Ekonomicznej im. Oskara Langego.
Objął funkcję profesora nadzwyczajnego w Instytucie Chemii i Technologii Żywności na Wydziale Inżynieryjnym i Ekonomicznym Uniwersytetu Ekonomicznego we Wrocławiu.
Był dziekanem na Wydziale Inżynieryjnym i Ekonomicznym Uniwersytetu Ekonomicznego we Wrocławiu.